# Merosargus sexnotatus
Merosargus sexnotatus är en tvåvingeart som beskrevs av James 1941. Merosargus sexnotatus ingår i släktet Merosargus och familjen vapenflugor. Inga underarter finns listade i Catalogue of Life.